# Azərbaycan Birinci Divizionu
Azərbaycan Birinci Divizionu je druhá nejvyšší a zároveň poslední fotbalová ligová soutěž v ligovém systémů pořádaná na území Ázerbájdžánu. Liga byla oficiálně založena v roce 1992 po rozpadu Sovětského svazu.

## Složení ligy v ročníku 2016/17
Zdroj: 
| Klub                    | Město      | Stadión                    | Kapacita |
| ----------------------- | ---------- | -------------------------- | -------- |
| Ağsu FK                 | Ağsu       | Ağsu şəhər stadionu        | 3 000    |
| Bakili Baku PFK         | Baku       | Zirə stadionu              | 1 500    |
| MOIK Baku FK            | Baku       | MOIK stadionu              | 3 000    |
| Energetik Mingəçevir FK | Mingačevir | Yashar Mammadzade stadionu | 5 000    |
| FK Göyəzən Qazax        | Qazax      | Qazax şəhər stadionu       | 15 000   |
| Mil-Muğan İmişli FK     | İmişli     | Heydar stadionu            | 8 500    |
| Qaradağ Lökbatan FK     | Lökbatan   | Lökbatan stadionu          | 2 000    |
| Rəvan FK                | Baku       | Bayıl stadionu             | 5 000    |
| Şərurspor PFK           | Baku       | Bayıl stadionu             | 5 000    |
| Şahdağ Qusar FK         | Qusar      | Şövkət Orduxanov stadionu  | 4 000    |
| Səbail FK               | Baku       |                            |          |
| Şəmkir FK               | Şəmkir     | Şəmkir şəhər stadionu      | 11,500   |
| Turan Tovuz İK          | Tovuz      | Tovuz şəhər stadionu       | 6 800    |
| Zaqatala PFK            | Zaqatala   | Zaqatala şəhər stadionu    | 3 500    |

## Vítězové jednotlivých ročníků
| Azərbaycan Birinci Divizionu (1992 – 2016)                 |                            |                            |
| Ročník                                                     | Vítěz                      | 2. místo                   |
| 1992                                                       | ANS Pivani Baku FK         | Kür Samux FK               |
| 1993                                                       | Xəzri Buzovna FK           | Avtomobilçi Yevlax FK      |
| 1993 – 1994                                                | Zabrat FK                  | Azneftyağ Baku FK          |
| 1994 – 1995                                                | Şəmkir FK                  | OIK Baku FK                |
| 1995 – 1996                                                | Xəzər Sumqayıt FK          | Çinar Polis Akademiyası FK |
| 1996 – 1997                                                | Çinar Göyçay FK            | Bakili Baku PFK            |
| 1997 – 1998                                                | Şahdağ Qusar FK            | Şəfa Baku FK               |
| 1998 – 1999                                                | Xəzər Universiteti FK      |                            |
| 1999 – 2000                                                | Şahdağ Quba FK             | Şəfa-2 Baku FK             |
| 2000 – 2001                                                | OIK Baku FK                | Ümid Baku FK               |
| 2001 – 2002                                                | Lokomotiv İmişli FK        | Xəzər Sumqayıt FK          |
| • Ázerbájdžánské mistrovství se v ročníku 2002/03 nehrálo. |                            |                            |
| 2003 – 2004                                                | Gənclərbirliyi Sumqayıt FK | FK Göyəzən Qazax           |
| 2004 – 2005                                                | AMMK Baku FK               | Energetik Mingəçevir FK    |
| 2005 – 2006                                                | Qəbələ FK                  | FK Xəzər-2 Lənkəran        |
| 2006 – 2007                                                | FK Viləş Masallı           | Standard Baku FK           |
| 2007 – 2008                                                | Bakili Baku PFK            | MOIK Baku FK               |
| 2008 – 2009                                                | ABN Bərdə FK               | Şahdağ Qusar FK            |
| 2009 – 2010                                                | Kapaz PFK                  | MOIK Baku FK               |
| 2010 – 2011                                                | Abşeron FK                 | Rəvan FK                   |
| 2011 – 2012                                                | Qaradağ Lökbatan FK        | Karvan İK                  |
| 2012 – 2013                                                | Ağsu FK                    | Qaradağ Lökbatan FK        |
| 2013 – 2014                                                | Araz-Naxçıvan PFK          | Neftçala FK                |
| 2014 – 2015                                                | Neftçala FK                | Ağsu FK                    |
| 2015 – 2016                                                | Neftçala FK                | Qaradağ Lökbatan FK        |